# 上海消防博物馆

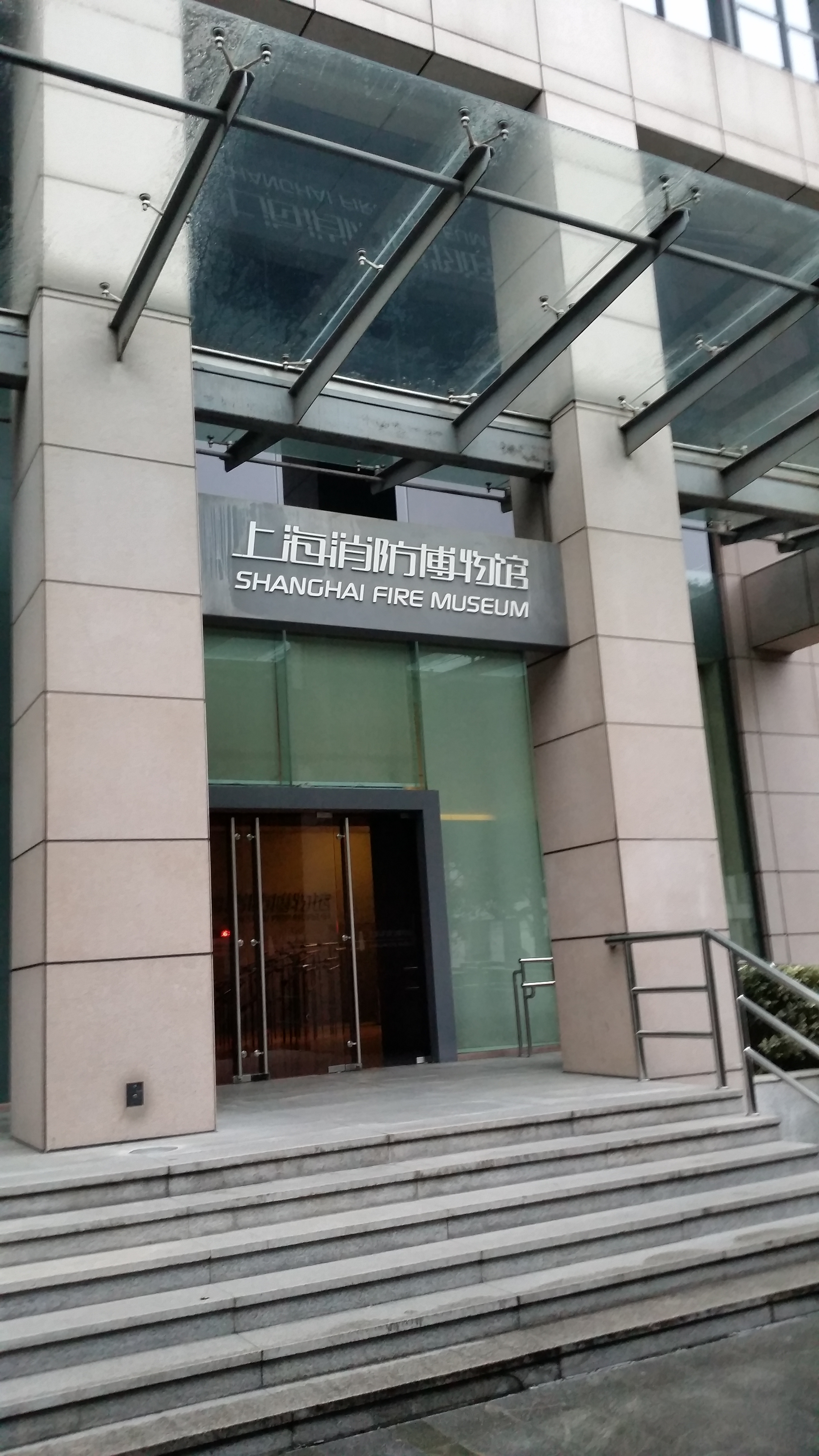
上海消防博物馆

上海消防博物馆（英語：Shanghai Fire Museum）位于上海市长宁区中山西路229号，是一座以消防为主题的博物馆。

## 历史

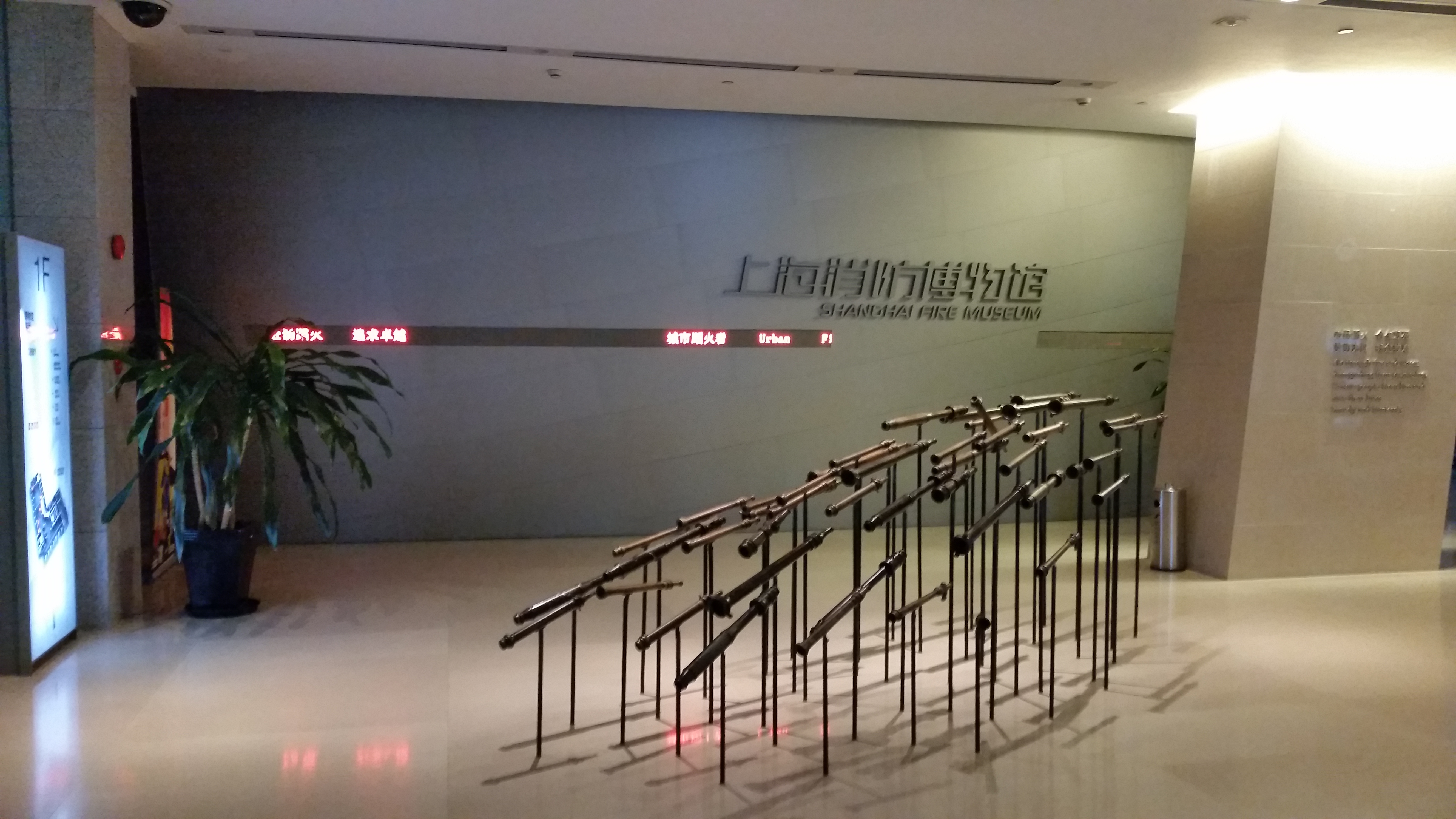
博物馆底楼水枪组合而成的模型

2007年8月1日试运行，11月9日正式开馆，位于上海市消防局的119指挥中心大楼内，共有三层，建筑面积3500平米，展区面积2400平米。在博物馆底楼展出有水枪组合而成的模型、老式蒸汽消防车、木制机械摇梯车的模型，并向游客演示家庭消防产品。二楼是一个科技体验馆，参观者可以亲身参与，了解消防知识，并掌握逃生的技能。历史陈列馆位于三楼，展出了数千件实物和照片，介绍了上海消防的发展。特色的展品是一个电子沙盘，展示了包括上海消防队的分布等。

## 参观信息
- 开放时间：周二至周日每天9:30 - 11:30，13:30 - 16:30（16:00起停止入馆）；法定节假日另行通知[2]。

## 交通
- 上海轨道交通2号线、3号线、4号线中山公园站
- 公交54、69、88、224、829、909路。